# ぞめき料理
ぞめき料理（ぞめきりょうり）は、徳島県の郷土料理。

## 概要
徳島県の名産である竹ちくわ・スダチ・ワカメ・タケノコ・レンコン・鳴門金時・鮎の7品目を中心に、地元の山海の幸を大皿で盛大に盛り付けた料理。
「ぞめき」とは、阿波おどりをはやす急調子の三味線の音を意味し、華やかな阿波おどりのように賑やかに盛り付けていることから付けられた。